# 沐尘畲族乡
沐尘畲族乡是中华人民共和国浙江省衢州市龙游县下辖的一个民族乡。

## 行政区划
沐尘畲族乡下辖以下村级行政区划单位：
贤江村、社里村、梧村、沐尘村、双溪村、康源村、马戍口村、双戴村、庆丰村和坑头村。